# Arthrotomie

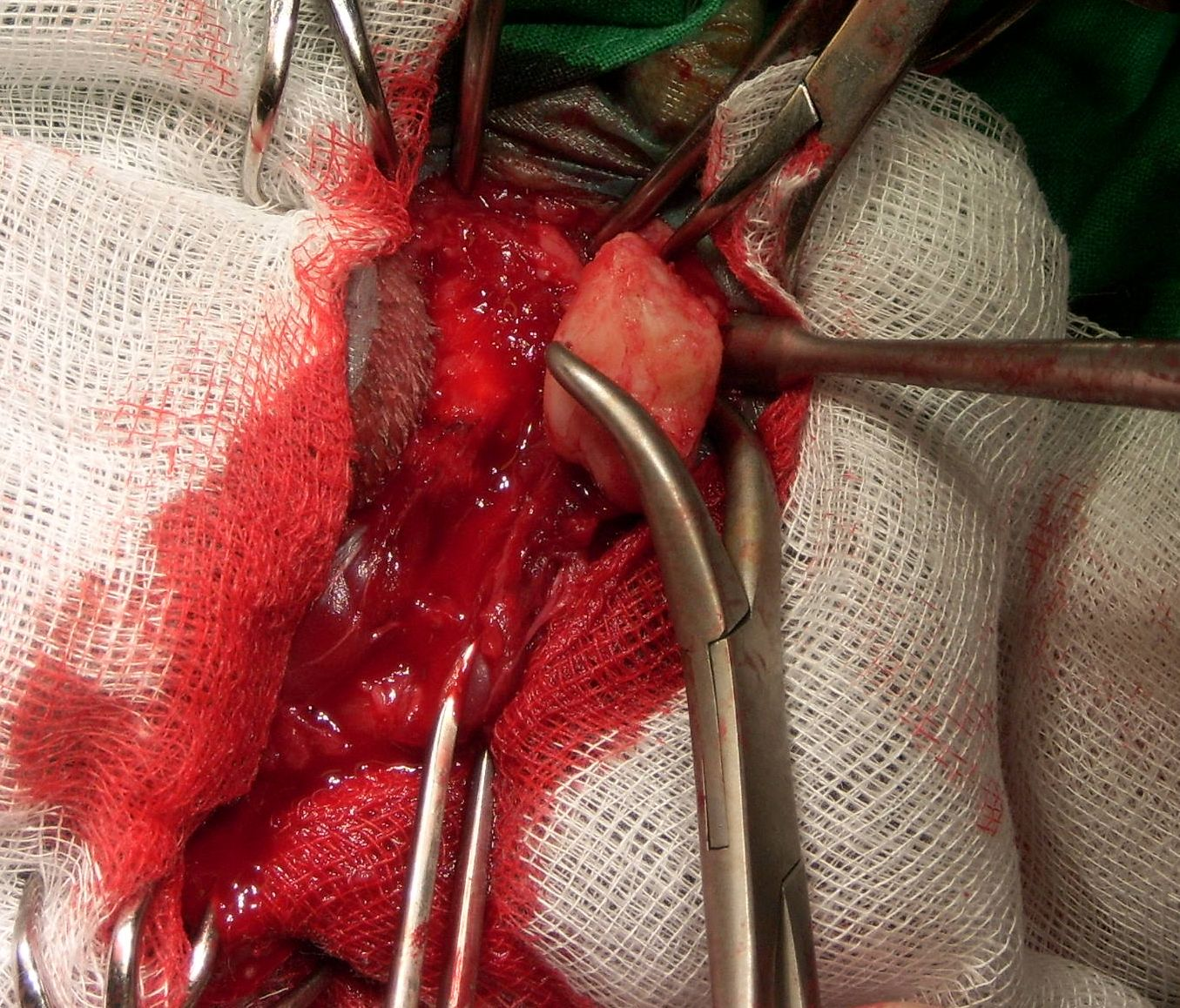
Arthrotomie zur Entfernung eines isolierten Processus anconaeus bei einem Schäferhund mit Ellbogendysplasie.

Der Begriff Arthrotomie steht in der Medizin allgemein für die operative Eröffnung eines Gelenkes. Sie wird zu diagnostischen und therapeutischen Maßnahmen durchgeführt.

## Formen
- Eröffnung des Gelenkes mittels herkömmlicher Schnitttechnik (klassische Arthrotomie)
- Arthroskopie mit einem Arthroskop und möglichst kleiner Schnittführung (minimalinvasiv)

## Entwicklung
Bei der klassischen Arthrotomie müssen oft relativ umfangreich gelenknahe Weichteilstrukturen durchtrennt werden. Daher gestaltet sich der postoperative Heilungsverlauf langsamer und zum Teil auch weniger vollständig als bei der minimalinvasiven Arthrotomie. Wegen des besseren Heilungsverlaufes verdrängt die Arthroskopie die klassische Arthrotomie zunehmend. Wesentlichen Anteil daran haben entsprechende medizintechnische Verbesserungen.
In Deutschland wurde die klassische Arthrotomie bis in die 1990er Jahre bei Standardeingriffen, die heutzutage arthroskopisch durchgeführt werden (Ersatz des vorderen Kreuzbandes, Meniskusoperation etc.), eingesetzt.
Heute findet die klassische Arthrotomie routinemäßig noch bei endoprothetischen Ersatzplastiken, in der Tumorchirurgie oder als Ultima Ratio bei Gelenkinfektionen statt. Auch zur Wiederherstellung der Beweglichkeit (Arthrolyse), zur Gelenkversteifung (Arthrodese) oder zu Teilsperrung eines Gelenks (Arthrorise) kann eine Arthrotomie angezeigt sein.
Eine besondere Form der klassischen Arthrotomie ist die Exartikulation, bei der die Gelenkenden voneinander getrennt werden.